# 阿庞斯河畔弗雷讷
阿庞斯河畔弗雷讷（法語：Fresnes-sur-Apance，法語發音：[fʁɛn syʁ apɑ̃s]）是法国上马恩省的一个市镇，属于朗格勒区。

## 地理
阿庞斯河畔弗雷讷（47°56'28"N, 5°50'5"E）面积16.47 平方千米，位于法国大東部大區上马恩省，该省份为法国东北部内陆省份，北起马恩省和默兹省，西接奥布省，西南接科多尔省，东南接上索恩省，东临孚日省。
与阿庞斯河畔弗雷讷接壤的市镇（或旧市镇、城区）包括：波旁莱班、昂丰韦勒、利龙库尔、默莱、瑟奈德、莱通、安韦勒、索恩河畔沙蒂永。

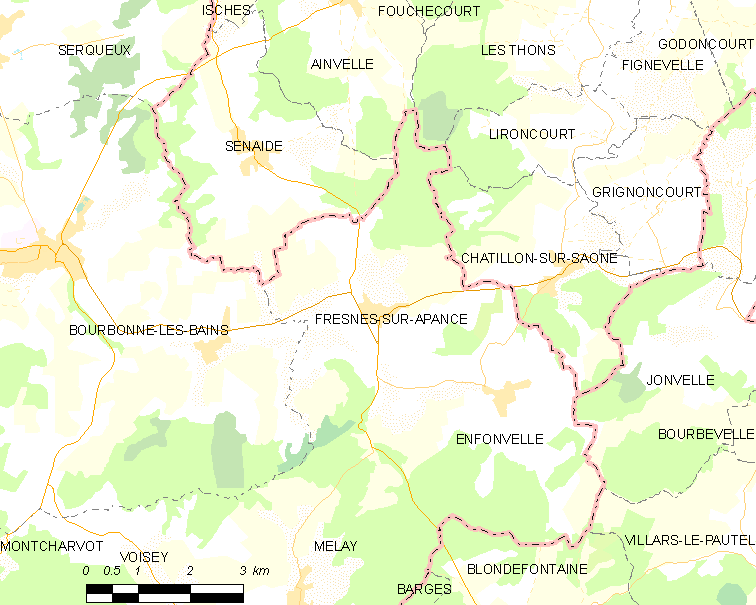
阿庞斯河畔弗雷讷的OSM定位图

阿庞斯河畔弗雷讷的时区为UTC+01:00、UTC+02:00（夏令时）。

## 行政
阿庞斯河畔弗雷讷的邮政编码为52400，INSEE市镇编码为52208。

## 政治
阿庞斯河畔弗雷讷所属的省级选区为波旁莱班县。

## 人口

1962-2008年间阿庞斯河畔弗雷讷人口变化图示

阿庞斯河畔弗雷讷于2022年1月1日时的人口数量为161人。